# 4455 Руріко
4455 Руріко (4455 Ruriko) — астероїд головного поясу, відкритий 2 грудня 1988 року.
Тіссеранів параметр щодо Юпітера — 3,226.
Названо на честь Руріко (яп. るりこ(るり子) руріко).